# Episodi di Investigatore offresi (seconda stagione)
La seconda stagione della serie televisiva Investigatore offresi è stata trasmessa in anteprima nel Regno Unito dalla Independent Television tra il 2 luglio 1966 e il 24 settembre 1966.
| nº | Titolo originale                               | Titolo italiano | Prima TV UK       | Prima TV Italia |
| -- | ---------------------------------------------- | --------------- | ----------------- | --------------- |
| 1  | All the Black Dresses She Wants                |                 | 2 luglio 1966     |                 |
| 2  | Don't Forget You're Mine                       |                 | 9 luglio 1966     |                 |
| 3  | I Could Set It to Music                        |                 | 16 luglio 1966    |                 |
| 4  | It's a Terrible Way to Be                      |                 | 23 luglio 1966    |                 |
| 5  | You Can Keep the Medal                         |                 | 30 luglio 1966    |                 |
| 6  | You're Not Cinderella, Are You?                |                 | 6 agosto 1966     |                 |
| 7  | Works with Chess, Not with Life                |                 | 13 agosto 1966    |                 |
| 8  | It Had to Be a Mouse                           |                 | 20 agosto 1966    |                 |
| 9  | Tell Me About the Crab                         |                 | 27 agosto 1966    |                 |
| 10 | No, No, Nothing Like That                      |                 | 3 settembre 1966  |                 |
| 11 | There Are More Things in Heaven and Earth      |                 | 10 settembre 1966 |                 |
| 12 | Twenty Pounds of Heart and Muscle              |                 | 17 settembre 1966 |                 |
| 13 | What's the Matter? Can't You Take a Sick Joke? |                 | 24 settembre 1966 |                 |